# Magyar Állami Népi Együttes
A Magyar Állami Népi Együttes 1950-ben, Rábai Miklós által alapított együttes. Az első önálló bemutatójukat a Városi Színházban 1951. május 14-én tartották. Azóta az együtteshez tartozó tánckar, zenekar és énekkar hosszú utat tett meg és előadásaikon a historikus zenét és táncot, az autentikus népzenét és néptáncot, a dramatikus játékot, a hagyományos elemekből építkező világzenét és látványszínházat jelenítik meg.

## Története
Az együttes 1950-ben azzal a céllal alakult, hogy a magyar nép dal-, tánc- és zenekincseinek hagyományait felkutassa, ápolja és továbbfejlessze, és azután megszerettesse a magyarokkal és megismertesse más ország népeivel. Az, amit a felszabadulás előtt magyar népművészet címén bemutattak, jórészt nem volt más, mint dilettantizmus, hamis romantika. Elsikkasztotta, elkendőzte a lényeget: a néplélek igazi kifejezőkészségét, a tiszta ősi dallamot és az évszázadok csiszolta táncok egészséges dinamikáját. Így alakult ki a ,,csikós”, ,,gulyás”, ,,puszta” hamis és valótlan romantikája, és a külföldi köztudatba így került be ez a ,,huszáregyenruhás” folklór, az igazi magyar népművészet helyett. De ugyanakkor itthon is lassanként feledésbe merült a nép igazi művészete. A városokban, a hangversenytermekben s a különböző szórakozóhelyeken bemutatott ,,népi művészet” nem sokban különbözött attól, amit a nagyvilág különböző kávéházaiban, és mulatóiban nyújtottak ,,magyar zene, néptánc” címén. A népművészet legfeljebb vásári egzotikumnak számított. A 20. század elejétől új áramlat söpört végig Európában. A zeneszerzők és tudósok a folklór felé fordultak. Az általános érdeklődés és fellendülés szinte parancsolóan követelte egy példamutató, reprezentatív hivatásos együttes megteremtését. Így került sor 1950-ben a Magyar Állami Népi Együttes megszervezésére. Az együttes szervezői mintegy 1200 énekes és ugyanennyi táncos és zenés közül választották ki az Együttes tagjait. Így jött létre a Magyar Állami Népi Együttes három művészcsoportja: az ének-, zene- és a tánckar. A tagozatok vezetői: Csenki Imre, Gulyás László és Rábai Miklós voltak.
Az első önálló bemutató helyszíne a Városi Színház, a későbbi Erkel Színház volt. Időpontja: 1951. május 14.

## A tánckar
Talán ennél a karnál volt a legnehezebb a hivatásossá válás. A felvett táncosok között voltak akik kereskedelmi dolgozók, gyári munkások, esztergályosok, és voltak olyanok is akik az egyetem padjait cserélték le a színpadra. Mindannyian foglalkoztak már néptánccal de a szórakozásból most munka lett. Az addigi heti 1 – 2 óra tánc helyett most napi 5 – 6 óra kemény tanulás és gyakorlás lett. Meg kellett tanulniuk a különféle vidéki sajátos táncolási modorokat. Rövid fél év alatt összekovácsolódott a tánckar és az egykori amatőr táncosokból kialakult a hivatásos fellépők. Jelenlegi tánckarvezető: Ágfalvi György (Magyar Ezüst Érdemkereszt, 2017; Népművészet Ifjú Mestere Díj, örökös "Aranysarkantyús" táncos).

## A zenekar
Összeállításában két elv érvényesült: egyrészt alaponként megőrizni a hagyományos ,,cigány’’ – zenekari hangszerösszetételt és játékmodort, másrészt ebben az összeállításban beleilleszteni néhány jellegzetes paraszti hangszert. E szempontok figyelembevétele alapján javarészt idősebb, nagy tudással rendelkező cigány – zenészekből alakult meg a zenekar melynek összetétele: 1 prímás, 6 prím – hegedű, 2 terc – hegedű, 1 kontra, 2 brácsa, 2 cselló, 2 bőgő, 2 cimbalom, 2 klarinét és 1 furulya. Ez az állandó törzs. A nagyobb volumenű táncok kísérése során alkalomszerűen kiegészül olyan hangszerekkel melyek a táncjelenetek hangulatát karakterizálják.

## Az énekkar
A tagok kiválogatásánál a muzikalitás és a jó zenei hallás volt az első szempont. A kar legnagyobb része nem volt tanult énekes. Ezért az első hónapok a zenei alapok elsajátításával telt. Tanultak általános és magyar zenetörténetet, hanglemezeket hallgattak és magyar népzene és népdaltanulás volt a napi programjukban. Az énekkar tagjai ezzel a módszerrel nagyon gyorsan elsajátították a kórus – munkához szükséges alapokat. Kibontakozott előttük a kóruséneklés minden szépsége, és megszerették Kodály és Bartók műveit.

## A repertoár
A Magyar Állami Népi Együttes repertoárjában megjeleníti a tradícióhoz kötődő valamennyi műfajt: a historikus zenét és táncot, az autentikus népzenét és néptáncot, a dramatikus játékot, a hagyományos elemekből építkező világzenét és látványszínházat.
Repertoáron lévő műsorok:
Az örök Kalotaszeg
Édeskeserű 
Földön apám fia volnék 
Kincses Felvidék 
Labirintus 
Magam járom... 
Magyar Concerto 
Naplegenda 
Pannon freskó 
Táncos magyarok 
Verbunkos 
Kállai kettős

## Díja
- Prima díj (2007) (két kategóriában is)